# Dancing with a Stranger
«Dancing with a Stranger» —en español: «Bailando con un extraño»— es una canción del cantante británico Sam Smith y la cantante estadounidense Normani. Fue lanzada por Capitol Records el 11 de enero de 2019. La canción obtuvo una buena recepción comercial en Europa, logrando entrar en los 10 primeros puestos de países como el Reino Unido, Irlanda, Escocia y Suecia. Fue incluida en el tercer álbum de estudio de Smith, Love Goes (2020).

## Antecedentes y composición
Según Billboard, la colaboración se dio a través de un encuentro casual en un estudio de grabación en Los Ángeles. Smith estaba escribiendo una canción con su colaborador frecuente Jimmy Napes y los productores noruegos Stargate. Normani, exintegrante de Fifth Harmony estaba en el estudio de al lado y decidieron trabajar juntos.
Musicalmente, «Dancing with a Stranger» es un dúo de disco-R&B y pop que contiene la producción de R&B inspirada en los años 80. La canción fue escrita por Smith, Normani, Napes y Stargate. Estos últimos dos también manejaron la producción de la pista junto a Danny D y Tim Blacksmith. Monica Mercuri de Forbes describió el sencillo como «sensual» y mostrando la voz «poderosa» de la cantante. David Renshaw, escribiendo para The Fader, llamó a la canción «desviarse del suave sonido del alma [de Smith]».  Líricamente, la canción trata sobre sobrellevar la soledad y sobrepasar a un amor perdido. Smith canta el primer verso de la canción, con Normani entrando a mitad del dúo.

## Recepción crítica
Brittany Spanos, que escribió para Rolling Stone, declaró que la canción «toca las fortalezas retro-inclinadas [de Smith] y la visión en solitario de Normani de ser una diva del baile del alma». Concluyó su revisión llamando a la canción «simple y divertida». Rose Dommu de Out elogió las voces del dúo, y dijo que la «sensual voz de Normani es el contrapunto perfecto al propio tono profundo de Smith». Mike Nied, de Idolator, escribió que la canción «captura de manera experta la frustración y la soledad de la angustia, la embotella y la presenta como algo profundamente personal e infinitamente relatable».

## Créditos
Adaptado de Tidal.
- Sam Smith - composición, voz.
- Normani - compositor, vocales.
- Jimmy Napes - composición, producción.
- Stargate - composición, producción, producción musical.
- Tim Blacksmith - producción, productor ejecutivo.
- Danny D - producción, producción ejecutiva.
- Randy Merrill - maestro de ingeniería, personal de estudio.
- Kevin «KD» Davis - mezclando, personal del estudio.

## Posicionamiento en listas
| Lista (2019)                                       | Mejor posición |
| -------------------------------------------------- | -------------- |
| Alemania (Media Control AG)                        | 1              |
| Australia (ARIA)                                   | 10             |
| Austria (Ö3 Austria Top 40)                        | 1              |
| Bélgica (Flandes) (Ultratop 50)                    | 21             |
| Bélgica (Valonia) (Ultratop 50)                    | 49             |
| Canadá (Canadian Hot 100)                          | 10             |
| Canadá CHR/Top 40 (Billboard)                      | 10             |
| Colombia (National Report)                         | 46             |
| Escocia (Scottish Singles Sales Chart)             | 5              |
| España (PROMUSICAE)                                | 87             |
| Estados Unidos (Billboard Hot 100)                 | 7              |
| Estados Unidos (Adult Top 40)                      | 30             |
| Estados Unidos (Mainstream Top 40)                 | 32             |
| Europa Digital Songs (Billboard)                   | 4              |
| Finlandia (OFC)                                    | 15             |
| Francia (SNEP)                                     | 122            |
| Grecia International Digital Singles (IFPI Grecia) | 39             |
| Hungría (Stream Top 40)                            | 18             |
| Irlanda (IRMA)                                     | 8              |
| Italia (FIMI)                                      | 51             |
| Japón (Japan Hot 100)                              | 85             |
| Malasia (RIM)                                      | 9              |
| México Airplay (Billboard)                         | 25             |
| Noruega (VG-lista)                                 | 8              |
| Nueva Zelanda (Recorded Music NZ)                  | 12             |
| Países Bajos (Dutch Top 40)                        | 27             |
| Países Bajos (Mega Single Top 100)                 | 43             |
| Portugal (AFP)                                     | 25             |
| Reino Unido (UK Singles Chart)                     | 3              |
| República Checa (Rádio Top 100)                    | 19             |
| Suecia (Sverigetopplistan)                         | 8              |
| Suiza (Schweizer Hitparade)                        | 17             |
| Venezuela (National Report)                        | 8              |

## Certificaciones
| País   | Organismo certificador | Certificación | Ventas certificadas | Ref.   |
| ------ | ---------------------- | ------------- | ------------------- | ------ |
| México | AMPROFON               | 4× Platino    | 240 000             | [ 43 ] |